# Cantajuego
Cantajuego es un grupo español de música infantil formado en el año 2004 y dirigido a un público de entre 0 y 6 años de edad, calificado como auténtico fenómeno infantil en España.

## Historia
La creación del grupo parte de una idea del productor y arreglista musical argentino Pedro Zaidman, a partir de una propuesta de una guardería en su Buenos Aires natal para que diseñara un proyecto musical para niños de corta edad. En esta iniciativa recopiló antiguas canciones de su propia infancia con un gran éxito que desbordó las pretensiones iniciales, llegando a ser contactado por la discográfica Sony Music. Tal fue la génesis del grupo.
Ya en España el proyecto se consolida al ser fichados un grupo de jóvenes artistas que ponen imagen y voz a la iniciativa, y Cantajuego comienza a publicar CDs y actuar en conciertos en directo. En 2009 lograron 15 discos de platino y 350.000 en su gira anual. En 2018 alcanzaron 40 discos de platino y 1.500.000 copias vendidas. Desde la década de 2010, se sirvieron también de plataformas digitales para la difusión de su música, como Youtube y Spotify.
En otoño de 2024 la compañía celebró su 20 aniversario con el estreno del espectáculo CantaJuego 20 años – El Musical Familiar. Y recibió el Botón Diamante de YouTube tras superar los 10 millones de suscriptores en su canal oficial. 

## Miembros
En sus dos décadas son varios los artistas que han venido integrando y abandonando sucesivamente la banda como Mónica García (que ahora esta en un grupo musical llamado "La Fantástica Banda"), Nacho Repetto, Belén Guijarro (que en 2011 crean, junto a Emiliano Muller un proyecto similar, el trío Pica-Pica), JuanD, Beatriz (que formaron el dúo Ciudad Arcoiris) o Jimena García.
No obstante, desde principios de la década de 2010 hasta hoy, se ha mantenido una composición más o menos estable con Ainhoa Abaunz (desde 2010), Eugenia Cabrera (desde 2010), Elena Chica (desde 2008), Paulino Díaz (desde 2007), el sueco Jonas Nihlén (desde 2008) y Rodrigo Puertas (desde 2009).

### Histórico
- Laura García (2004-2007)
- Ignacio Repetto "Nacho Bombín" (2004-2009)
- Jimena García (2004-2007)
- Noemi Gallego (2004)
- Miguel Antelo (2004-2006)
- María José Herrero (2006)
- Paulino Díaz "Puli" (2007-Actualidad)
- Mónica García "Monique" (2007-2012)
- Juan Heredia "Juan D" (2008-2009)
- Beatriz Salido (2008-2010)
- Belén Guijarro "Belén Pelo de Oro" (2008-2010)
- Jonas Nihlén "Payaso Tallarín" (2008-Actualidad)
- Rodrigo Puertas "Rodri" (2009-actualidad)
- Elena Chica (2008-actualidad)
- Ainhoa Abaunz (2010-actualidad)
- Eugenia Cabrera (2010-actualidad)
- Pedro Ordóñez (2010-2013)
- Carol González (2011-2013)
- Natividad Martín (2013-2014)
- Paula Berenguer (2018-2023)

## Reconocimientos
En el 2017, estuvieron nominados en los Grammy Latinos por su álbum ¡Viva Mi Planeta 2!.

## Repertorio
Entre sus canciones infantiles se incluyen tanto composiciones propias, como temas tradicionales y versiones de éxitos de otros artistas anteriores. Igualmente, han grabado recopilaciones de villancicos navideños.
Entre otras, las siguientes:
- Temas originales:
  - Cosquillas
  - Soy Así.
  - Te Extiendo Mi Mano.
  - Burbujas.
- Versiones de otros artistas: 
  - El brujito de Gulubú (1962). María Elena Walsh
  - Hola, don Pepito (1973). Los Payasos de la Tele
  - La gallina Turuleca. (1973). Los Payasos de la Tele
  - El auto nuevo. (1973). Los Payasos de la Tele
  - Oye (1975) de Elsa Baeza.
  - Color esperanza (2001) de Diego Torres
  - Pequeño Planeta (1987) de la serie de dibujos animados La llamada de los gnomos.
  - Mi vaca lechera (1946), de Fernando García Morcillo.
  - El baile de los pajaritos (1981), de María Jesús y su acordeón.
  - Abuelito, dime tú (1975) de la serie de dibujos animados Heidi.
  - Supercalifragilisticoespialidoso (1964) de la película Mary Poppins.
- Canciones tradicionales
  - El patio de mi casa
  - Cucú cantaba la rana
  - La Mané
  - Soy Una Taza
  - Tallarín
  - Chuchuwa
  - El botón de Martín
  - Sol, solecito
  - Antón Pirulero
  - Cinco lobitos

## Discografía
- Vol. 1 (2004)
- Vol. 2 (2006)
- Vol. 3 (2007)
- Vol. 4 (2008)
- Vol. 5 (2009)
- Cantajuego Superbailable (2009)
- Cantajuego Navideño (2009)
- Vol. 6 (2010)
- Vol. 7 (2011)
- Vol. 8 (2012)
- Regalo de Corazón (2012)
- Cosquillas (2013)
- Vol. 9 (2013)
- Vol. 10 (2014)
- Plaza EnCanto (2014)
- Supervitamina (2014)
- Vol 1 (2014)
- Vol 2 (2014)
- Viva mi Planeta (2015)
- Viva mi Planeta 2 (2016)
- CantaJuego In English! (2016)
- Viva mi Planeta 3 (2017)
- Burbujas (2025)